# Palumbia klossi
Palumbia klossi är en tvåvingeart som först beskrevs av Edwards 1919.  Palumbia klossi ingår i släktet Palumbia och familjen blomflugor. Inga underarter finns listade i Catalogue of Life.